# Деніел Бурш
Деніел Вілер Бурш (англ. Daniel Wheeler Bursch; нар. 25 липня 1957, Бристоль) — американський астронавт-дослідник НАСА, що здійснив 4 космічні польоти загальною тривалістю 226 діб 22 години 18 хвилин.

## Освіта
- В 1975 році закінчив середню школу в Вестал (штат Нью-Йорк).
- У 1979 році отримав ступінь бакалавра наук з фізики у Військово-морській Академії США Аннаполісу.
- Після Академії Деніел поступив на службу у ВМС США, де навесні 1980 році став морським льотчиком, пройшовши підготовку в Пенсаколі (Флорида).
- У 1991 році закінчив аспірантуру в Монтереї і отримав ступінь магістра за спеціальністю машинобудування.

## Військова кар'єра
- У січні 1981 року Деніел отримав призначення в 34-ту ударну ескадрилью (Attack Squadron 34) і проходив службу на борту авіаносців «Джон Кеннеді» в Середземному морі і «Америка» в Північній Атлантиці і Тихому океані, літаючи на штурмовику A-6E Intruder.
- У 1984 році закінчив Школу льотчиків-випробувачів ВМС в авіабазі Пет'юксент Рівер (NAS Patuxent River), штат Меріленд, де і залишився там як льотчик-інструктор.
- У квітні 1987 року одержав призначення командиром в 1-шу патрульно-крейсерську групу (Cruiser-Destroyer Group 1) в Індійському океані на авіаносцях «Лонг Біч» і «Мідуей».

## У НАСА
- У 1987 році Деніел брав участь у 12-му наборі в загін астронавтів, де в числі 117 претендентів пройшов у фінал. У квітні, у складі 5-ї групи кандидатів, проходив співбесіду і медичне обстеження в Космічному центрі ім. Джонсона (англ. Johnson Space Center) в Х'юстоні, але відібраний не був.
- У січні 1990 року Бурш був зарахований до загону астронавтів НАСА у складі тринадцятого набору як фахівець польоту. Пройшов повний курс підготовки, після закінчення отримав кваліфікацію спеціаліста польоту і призначення у відділ астронавтів НАСА. Працював у Відділенні розвитку операцій, був керівником відділення зв'язки з громадськістю астронавтів, був оператором зв'язку з екіпажем (CAPCOM) в ЦУП.
- У січні 2003 року був переведений на посаду астронавта-менеджера і до початку 2005 року працював в Аспірантурі ВМС США (англ. Naval Postgraduate School) інструктором у групі космічних систем (англ. Space Systems Academic Group).
- У червні 2005 року Деніел залишив загін астронавтів і працював у компанії англ. The Aerospace Corporation.